# Dominique Collins
Le bienheureux Dominique Collins, né en 1566 à Youghal dans le comté de Cork (Irlande) et exécuté (par pendaison) le 31 octobre 1602 à Youghal, était un frère jésuite irlandais, ancien soldat, qui mourut pour la foi catholique. Il a été béatifié par le pape Jean-Paul II le 27 septembre 1992.

## Biographie
Né à Youghal de famille noble irlandaise, Collins se rend à Nantes en France en 1586 où il travaille durant trois ans comme serviteur. En 1589 il s’engage dans l’armée de la Ligue catholique de Philippe-Emmanuel de Vaudémont, en campagne contre les Huguenots, en Bretagne. Il y obtient rapidement le rang de capitaine (et est surnommé La Branche)
Après neuf ans de service en France il part en Espagne avec une lettre de recommandation pour le roi Philippe II, et se met à son service. Au château de La Corogne en 1598 il rencontre Thomas White, un jésuite anglais. Déçu de la vie militaire, et guidé spirituellement par Thomas White, Collins entre dans la Compagnie de Jésus comme frère jésuite (8 décembre 1598). Durant son noviciat fait à Saint-Jacques-de-Compostelle il passe beaucoup de temps au service des pestiférés de la ville de Compostelle.  
Collins est choisi pour accompagner James Archer, aumônier de la flotte espagnole envoyée soutenir les catholiques irlandais. Il est fait prisonnier lors de la désastreuse bataille de Kinsale, le 24 décembre 1601. Tandis que James Archer retourne en Espagne pour y chercher de l’aide, Collins reste au château de Dunboy pour soutenir spirituellement les soldats irlandais. Dunboy tombe entre les mains des Anglais en juin 1602. Bien que Collins, comme porte-parole de la délégation de reddition soit sans arme, il est fait prisonnier. 
Ravi à l’idée de faire abjurer un jésuite dans sa ville natale, même les Anglais conduisent Collins à Youghal, qui n’est pas loin. Il y est torturé. Cela n’a aucun effet sur sa détermination : il exprime de nouveau et en public sa foi catholique. Il est condamné à mort et finalement pendu le 31 octobre 1602.

## Béatification
Dominique Collins est béatifié – avec Francis Taylor et 13 autres martyrs irlandais – le 27 septembre 1992, par le pape Jean-Paul II. Liturgiquement il est commémoré le 31 octobre (ou le 30 octobre, dans la Compagnie de Jésus).